# ジャンヌ1世 (オーヴェルニュ女伯)

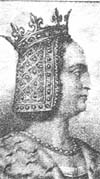
ジャンヌ1世

ジャンヌ・ドーヴェルニュ（フランス語: Jeanne d'Auvergne, 1326年5月8日 - 1360年9月29日）は、フランス国王ジャン2世の2度目の妃。

## 生涯
オーヴェルニュ伯及びブローニュ伯ギヨーム12世とエヴルー伯ルイ（フランス王フィリップ4世の異母弟）の娘マルグリット・デヴルーの間の一人娘で、父の死により女子相続人となった。
1338年、ブルゴーニュ公ウード4世の息子フィリップと結婚した。この結婚のおかげで、フィリップはオーベルニュ伯の称号を得た。フィリップは父親に先立って死去し、夫妻の一人息子フィリップがブルゴーニュ公を継承した。
1346年にフィリップと死別した後、1350年2月13日、又従兄にあたるジャンと再婚した。ジャンはペストで亡くなった最初の妃ボンヌ・ド・リュクサンブールとの間に8人の子どもを儲けていたので、ジャンヌへは男子を産むようにとの圧力はほとんどなかった。ジャンとの間にはブランシュとカトリーヌの2女が生まれたが、ともに夭折した。ジャンヌは1360年にアルジー城で亡くなり、サン＝ドニ大聖堂に埋葬された。彼女の持つ称号はフィリップへ受け継がれた。

## 子女
最初の夫フィリップ・ド・ブルゴーニュとの間に1男2女を儲けた。
- ジャンヌ（1344年 - 1360年） - サヴォイア伯アメデーオ6世と婚約していたが破棄され、ポワシーの修道院で人生を送った[1]
- マルグリット（1345年） - 夭逝
- フィリップ（1346年 - 1361年） - ブルゴーニュ公

2人目の夫ジャン2世との間には2女を儲けた。
- ブランシュ（1350年） - 夭逝
- カトリーヌ（1352年） - 夭逝